# 1462 Заменгоф
1462 Заменгоф (1462 Zamenhof) — астероїд головного поясу, відкритий 6 лютого 1938 року.
Тіссеранів параметр щодо Юпітера — 3,199.
Названо на честь Людвіка Заменгофа (есп. Ludoviko Lazaro Zamenhofo, пол. Ludwik Łazarz Zamenhof, 1859 — 1917) — польського лікара і лінгвіста, творця штучної мови есперанто.